# Edward Petre
Edward Petre (1631 – 15 maggio 1699) è stato un gesuita inglese, stretto consigliere di Giacomo II d'Inghilterra e membro del suo consiglio privato.

## Nascita e formazione
Petre nacque a Cranham (Essex) nel 1631. Era figlio del baronetto Francis Petre, e di Elizabeth Gage. Entrambi i genitori erano cattolici. Nel 1649 fu mandato a studiare al Collegio di Saint Omer ed entrò nella Compagnia di Gesù nel 1652, prendendo i voti nel 1671.

## Carriera
Prima della salita al trono di Giacomo nel 1685, Petre era vice-provinciale del suo ordine. Subito dopo la sua incoronazione, Giacomo nominò Petre segretario di gabinetto. Più tardi quell'anno, il re scrisse a papa Innocenzo XI chiedendogli di nominare Petre vescovo in partibus, ma Innocenzo rifiutò. Nel 1686 Roger Palmer, ambasciatore di Giacomo a Roma, rinnovò la richiesta, mentre Giacomo faceva pressione sul nunzio apostolico a Londra Ferdinando d'Adda. Giacomo continuò a fare pressione per la nomina di Petre a vescovo fino al 1687, e chiese anche che Petre fosse nominato cardinale, ma il papa rifiutò fermamente. Giacomo pensò di nominare Petre arcivescovo anglicano di York quando la sede rimase vacante, ma il papa non gli concesse la dispensa per poterla ricoprire, e ordinò ai superiori di Petre di rimproverarlo per la sua eccessiva ambizione. Petre fu nominato membro del consiglio privato e Clerk of the Closet lo stesso anno.
Petre era una figura molto impopolare presso l'opinione pubblica protestante. Dopo la sua nomina a membro del consiglio privato, le accuse popolari contro di lui divennero più fervide che mai, raggiungendo il culmine alla nascita di Giacomo Francesco Edoardo Stuart nel 1688. Come molti membri della corte di Giacomo, Gli studiosi moderni hanno dato pareri contrastanti sul comportamento di Petre e le fonti contemporanee di entrambe le parti sono tendenziose. Petre fuggì in Francia subito dopo lo sbarco di Guglielmo III in Inghilterra, e rimase con Giacomo durante il suo esilio. Divenne rettore del Collegio di Saint Omer nel 1693. Fu poi trasferito a Valten nelle Fiandre, dove morì nel 1699.